# Naked City (album)
Naked City è l'album d'esordio, datato 1989, dell'omonimo quintetto di New York, capitanato dal sassofonista e compositore John Zorn.
Rispetto ai successivi, come Grand Guignol o Radio, si differenzia per le reinterpretazioni, in chiave free jazz, di alcune fra le più famose colonne sonore di tutti i tempi.

## Tracce
Testi e musiche di John Zorn, eccetto dove segnalato.
1. Batman – 1:58
2. The Sicilian Clan – 3:27 (Ennio Morricone)
3. You Will Be Shot – 1:29
4. Latin Quarter – 4:05
5. A Shot in the Dark – 3:09 (Henry Mancini)
6. Reanimator – 1:34
7. Snagglepuss – 2:44
8. I Want to Live – 2:08 (Johnny Mandel)
9. Lonely Woman – 2:38 (Ornette Coleman)
10. Igneous Ejaculation – 0:20
11. Blood Duster – 0:13
12. Hammerhead – 0:08
13. Demon Sanctuary – 0:38
14. Obeah Man – 0:17
15. Ujaku – 0:27
16. Fuck the Facts – 0:11
17. Speedball – 0:37
18. Chinatown – 4:23 (Jerry Goldsmith)
19. Punk China Doll – 3:01
20. N.Y. Flat Top Box – 0:43
21. Saigon Pickup – 4:46
22. The James Bond Theme – 3:02 (John Barry)
23. Den of Sins – 1:08
24. Contempt – 2:49 (Georges Delerue)
25. Graveyard Shift – 3:25
26. Inside Straight – 4:10

## Componenti
- John Zorn – Sassofono
- Bill Frisell – Chitarra
- Fred Frith – Basso
- Joey Baron – Batteria
- Wayne Horvitz – Tastiere
- Yamatsuka Eye – Voce